# بلومئا
بلومئا (نام علمی: Blumea) نام یک سرده از تیره کاسنیان است.